# Маллинз, Мэтт
Мэтт Маллинз (англ. Matt Mullins, род. 10 ноября 1980, Иллинойс, США) — американский актёр и мастер восточных боевых искусств.

## Биография
Мэтт Маллинз, в детстве, под влиянием мультфильма «Черепашки-ниндзя» начал увлекаться боевыми единоборствами. В 1997 году выиграл чемпионат мира по кикбоксингу в Дублине. Уже к 23 годам он был пятикратным чемпионом мира по каратэ. Переехав в Лос-Анджелес, Мэтт принимал участие в некоторых телевизионных проектах и наконец получает главную роль в сериале «Камен Райдер: Драгон Найт». Позднее снялся в двух веб-проектах: «Смертельная битва: Перерождение» и «Смертельная битва: Наследие» в роли Джонни Кейджа.

## Личная жизнь
6 сентября 2015 года Маллинз женился на Алисии Вела-Бейли, которая также является профессиональным каскадёром.

## Фильмография
| Год       |     | Русское название                     | Оригинальное название                   | Роль               |
| --------- | --- | ------------------------------------ | --------------------------------------- | ------------------ |
| 2005      | кор | —                                    | Wentworth                               | официант           |
| 2005      | тф  | Кровавый кулак — год 2050            | Bloodfist 2050                          | Алекс Данко        |
| 2007      | ф   | Приключения Джонни Тао: Рок и дракон | Adventures of Johnny Tao                | Эдди               |
| 2008—2010 | с   | Камен Райдер: Драгон Найт            | Kamen Rider: Dragon Knight              | Белый Рыцарь / Лен |
| 2009      | кор | —                                    | Freshmyn                                | Зак Марки          |
| 2009      | ф   | Кровь и кость                        | Blood and Bone                          | Прайс              |
| 2009      | с   | —                                    | Misadventures in Matchmaking            | Корбин             |
| 2010      | кор | Смертельная битва: Перерождение      | Mortal Kombat: Rebirth                  | Джонни Кейдж       |
| 2011      | с   | Смертельная битва: Наследие          | Mortal Kombat: Legacy                   | Джонни Кейдж       |
| 2011      | с   | —                                    | Team Unicorn                            | студент на пляже   |
| 2012      | с   | Военная хроника                      | Métal Hurlant Chronicles                | Юлиан              |
| 2012      | ф   | —                                    | Alpha Must Die                          | Блу                |
| 2012—2013 | с   | В ударе                              | Kickin’ It                              | Трент Дарби        |
| 2013      | кор | —                                    | Resident Evil: Vengeance                | Крис Редфилд       |
| 2013      | ф   | Гнев Ваджра                          | The Wrath of Vajra                      | Билл               |
| 2014      | с   | Агенты «Щ.И.Т.»                      | Agents of S.H.I.E.L.D.                  | второй солдат      |
| 2014      | ф   | Дивергент                            | Divergent                               | боец на ринге      |
| 2016      | с   | Дневник геймера                      | Gamer’s Guide to Pretty Much Everything | второй грабитель   |
| 2017      | с   | Популярна и влюблена                 | Famous in Love                          | Остин              |
| 2017      | ф   | Смертельный боец                     | Death Fighter                           | Майкл Тернер       |
| 2018      | с   | Частный детектив Магнум              | Magnum P.I.                             | Майк Дейвис        |
| 2019      | ки  | —                                    | Death Stranding                         | охранники          |
| 2020      | кор | —                                    | 14 Days of Action- Episode 101          | Мэтт               |